# Chris Duncan
Pour les articles homonymes, voir Duncan.
Christopher Edwin Duncan  (né le 5 mai 1981 à Tucson (Arizona, États-Unis) et mort le 6 septembre 2019) est un voltigeur américain de baseball ayant joué dans les Ligues majeures pour les Cardinals de Saint-Louis de 2005 à 2009, remportant avec le club la Série mondiale 2006.

## Biographie
Chris Duncan est le jeune frère de Shelley Duncan, aussi joueur des Ligues majeures, et le fils de Dave Duncan, ancien receveur et instructeur.

### Carrière
Chris Duncan est un choix de première ronde des Cardinals de Saint-Louis en 1999. Il fait ses débuts dans le baseball majeur avec cette équipe le 10 septembre 2005. Après 9 parties jouées en fin de saison, il dispute sa saison recrue pour les Cardinals en 2006 et maintient une moyenne au bâton de ,293 avec 22 circuits et 43 points produits en 90 matchs. Il frappe un circuit comme frappeur suppléant dans le 5e match de la Série de championnat de la Ligue nationale contre les Mets de New York et participe avec Saint-Louis à la conquête de la Série mondiale 2006. 
En 2007, il claque 21 longues balles et réalise des sommets personnels en carrière de coups sûrs (97), de doubles (20) et de points produits (70), le tout en 127 matchs. Une pubalgie met fin à sa saison le 15 septembre.
Des blessures le handicapent au cours des années suivantes. Il ne frappe que 6 circuits et obtient 27 points produits en 76 matchs en 2007 et enchaîne avec une performance de 5 circuits et 32 points produits en 87 parties jouées en 2008, alors que sa moyenne au bâton chute à ,227. Il séjourne alors en ligues mineures avec les Redbirds de Memphis, le club-école des Cardinals. En août, il subit une opération pour soigner une hernie discale, ce qui met fin à sa carrière avec les Cardinals. Le 22 juillet 2009, Saint-Louis échange Duncan aux Red Sox de Boston contre Julio Lugo. Cédé au club-école de Pawtucket, Duncan n'est pas rappelé par Boston et libéré un mois plus tard. Il tente en 2010 un retour vers les majeures mais est confiné aux ligues mineures dans l'organisation des Nationals de Washington.
Chris Duncan a disputé 389 parties, toutes avec Saint-Louis, en 5 ans dans le baseball majeur. Il compte 295 coups sûrs, 55 doubles, 55 circuits, 175 points produits, 164 points marqués et sa moyenne au bâton s'élève à ,257.
Il meurt le 6 septembre 2019.